# David Hernández Sevillano
David Hernández Sevillano (1977- ) es un escritor y poeta español.
David Hernández ha publicado nueve poemarios  y obtenido varios premios, entre los que destacan, el Premio Hiperión de Poesía y el Premio Poesía Joven "Miguel Hernández".

## Biografía
David Hernández Sevillano nació en la ciudad de Segovia, en Castilla y León (España), en 1977. Se licenció en Educación Física en Madrid. En el año 2005 se trasladó a vivir a la localidad segoviana de Vegafría. Comenzó a escribir en la universidad obteniendo los primeros galardones.

## Obra

### Poesía
- Razones de más (2009, Madrid, Editorial Devenir)
- El peso que nos une (2010, Madrid, Ediciones Hiperión)
- Anonimario (2012, Madrid, Ediciones Hiperión)
- El punto K (2014, Orense, Eurisaces Editora)
- Para bajar al mundo (2016, Segovia, Ediciones Derviche)
- Lo que tu nombre tiene de aventura (2017, Madrid, Ediciones Hiperión)
- El arcón de los títeres (2018, Valladolid, Editorial Difácil)
- El reloj de Mallory (2020, Madrid, Editorial Visor)
- La mudanza (2022, Talavera de la Reina, Colección Melibea)

### Literatura infantil
- De boca en boca y río porque me toca (2018, Salamanca, La Guarida Ediciones)
- ¡Artista! (2019, Madrid, Editorial Bookolia)
- Arbolidades (2020, Pontevedra, Editorial Kalandraka)
- Versos para leer bajo un paraguas (2020, Segovia, Diagonal)
- Ravioli (2021, Pontevedra, OQO)
- El paraguas de Cebra (2021, Madrid, Nubeocho)
- Espumario (2022, Madrid, Colección Ajonjolí, Editorial Hiperion)
- Nicoló (2022, León, Amigos de Papel)
- Cucú (2022, Salamanca, Colección Leo, Río y Canto, La Guarida Ediciones)
- Aserrín (2022, Salamanca, Colección Leo, Río y Canto, La Guarida Ediciones)
- Que llueva (2022, Salamanca, Colección Leo, Río y Canto, La Guarida Ediciones)
- Bota (2023, Salamanca, Colección Leo, Río y Canto, La Guarida Ediciones)
- Cajapalabra (2023, Madrid, El Barco de Vapor (colección), SM)
- La nube de Greta (2024, Madrid, Nubeocho)
- Matarile (2024, Salamanca, Colección Leo, Río y Canto, La Guarida Ediciones)
- Días de circo (2024, Madrid, Editorial Bookolia)
- El año que brotaron pinceles del manzano (2024, Madrid, El Barco de Vapor (colección), SM)
- Mi mascota y yo (2025, Pontevedra, Editorial Kalandraka)

### Colaboración
- En el equipo editor del Cuaderno de profesores poetas del IES Francisco Giner de los Ríos de Segovia

## Premios
- II Premio José María de Los Santos por Uno y uno no es dos frente al espejo en el año 2007.
- XXIV Premio de Poesía Villa de Benasque en 2008, por Suma de azares en el año 2008.
- Premio Nacional de Poesía Miguel Hernández para menores de 35 años por Razones de más en el año 2009.
- XXV  Premio Hiperión por El Peso que nos une en el año 2010.
- Premio Jaén de Poesía por Anonimario. en el año 2012.
- Premio Valencia de la Institución Alfons el Magnànim por Lo que tu nombre tiene de aventura en el año 2017.[3]
- Premio de Poesía Emilio Alarcos por El reloj de Mallory en el año 2019.
- XII Premio Ciudad de Orihuela de poesía para niñas y niños por Arbolidades en el año 2019.
- Premio Lazarillo de creación literaria 2020.